# Ідеальне вбивство (фільм, 1998)
Ідеальне вбивство (англ. A Perfect Murder) — американський художній фільм від режисера Ендрю Девіса 1998 року. Знятий за п'єсою Фредеріка Нотта. У 1954 році за цим же твором Альфред Гічкок поставив однойменну картину «У випадку вбивства набирайте „М“».

## Сюжет
Емілі Тейлор таємно від свого владного і досягнувшого успіху чоловіка-мільйонера, який до того ж старший за неї у два рази закохується в іншого. Її обранець — бідний художник Девід Шоу, і у них все складається відмінно. Але Стівен Тейлор, її чоловік, дуже розумний і дізнається про пригоди Емілі.
Не в правилах Стівена впадати в істерику. Спочатку він з'ясовує, хто ж такий цей Девід. Виявляється, молодик вже був замішаний в шлюбних аферах, а в поліції на нього існує досьє. Тоді Стівен пропонує Девіду $500 000 за вбивство Емілі (100 тис. відразу, 400 — після злочину).
Художник виявляється людиною практичною та вирішує, що гра варта свіч. Стівен все підготував і розписав план до дрібниць. Девід повинен був зайти з чорного входу, який Стівен перед цим відкриє, візьме ключ Емілі, який Тейлор відчепить від її брелока і залишить на трубі, щоб без злому увійти до будинку. Після цього Девід повинен почекати, поки Стівен зателефонує додому, щоб Емілі підійшла зняти трубку. В цей час художник повинен убити Емілі тупим предметом, щоб все виглядало так, ніби злодій забрався в будинок, несподівано побачив господиню і прибрав непотрібного свідка. Стівен в цей час буде в клубі, що забезпечить собі алібі.
Настає наступний день. Стівен увечері йде в клуб грати в покер, Емілі приймає ванну. В цей час в будинок входить «злодій». Дзвонить телефон, Емілі підходить до нього і на неї накидається вбивця. Зав'язується боротьба, в результаті якої дружина Стівена вбиває нападника. Приїжджає чоловік, підходить до тіла, дістає з кишені ключ і чіпляє його назад до брелока Емілі. Приїжджає поліція і проводить розслідування. Офіцер знімає маску з обличчя нападника, і це виявляється не Девід, а зовсім інша людина.
Емілі намагається відкрити двері ключем, який причепив їй Девід, але нічого не вдається. Запідозривши чоловіка, вона вирішує перевірити свою ідею. Вона йде в поліцію, де з'ясовує особу і адресу нападника. Вставивши ключ в двері його квартири і дізнавшись, що ключ підійшов, вона переконується в своїй здогадці. Пізніше вона з'ясує, чому Стівен хотів убити її. Його компанія знаходиться у фінансовій кризі, а в разі смерті Емілі всі її гроші переходять у спадок чоловікові.
Тим часом, Девід шантажує Стівена, демонструючи останньому аудіозапис, зроблений під час розмови про вбивство, і вимагає з Тейлора залишок винагороди. Стівен приймає умови художника і дізнається, що Девід збирається виїхати з міста. Зустрівшись, Тейлор віддає художникові гроші. Девід сідає в потяг, на якому він хотів виїхати, але несподівано до нього в купе заходить Стівен, який вбиває художника і забирає свої гроші. Перед смертю Девід встигає сказати, що Тейлор «програв», адже художник відправив копію цього запису Емілі.
Стрімголов, Стівен мчить додому і з полегшенням виявляє конверт з касетою. Він ще не знає, що Емілі вже прослуховувала запис. Проте незабаром вона сама повідомляє чоловіка про це, і тоді Стівен намагається накинутися на неї, але Емілі вбиває його з його ж пістолета. Фільм закінчується тим, що дії Емілі кваліфікують як «вимушена самооборона».

## У ролях
- Майкл Дуглас — Стівен Тейлор
- Гвінет Пелтроу — Емілі Тейлор
- Вігго Мортенсен — Девід Шоу
- Сарита Чадхури — Ракуел Мартінез
- Майкл Моран — Боббі Фейн
- Новелла Нельсон — посол Еліс Уіллз
- Констанс Тауерс — Сандра Брендфорд
- Вілл Ліман — Джейсон Гейтс
- Майв МакГуайр — Энн Гейтс
- Девід Суше — Мохамед Караман

## Номінації та нагороди
| Рік  | Результат | Нагорода                        | Номінація                                              | Примітки                            |
| ---- | --------- | ------------------------------- | ------------------------------------------------------ | ----------------------------------- |
| 1999 | Перемога  | ASCAP Award                     | Найкращий кінокомпозитор в комерційно успішних фільмах | Джеймс Ньютон Ховард                |
| 1999 | Перемога  | Blockbuster Entertainment Award | Найкраща актриса в трилері                             | Гвінет Пелтроу в ролі Емілі Тейлор  |
| 1999 | Номінація | Blockbuster Entertainment Award | Найкращий актор в трилері                              | Майкл Дуглас в ріли Стівена Тейлора |
| 1999 | Номінація | Blockbuster Entertainment Award | Найкращий актор другого плану в трилері                | Вігго Мортенсен в ріли Девіда Шоу   |
| 1999 | Номінація | Golden Trailer                  | Найкращий трилер чи фільм жахів                        |                                     |

## Цікаві факти
- Касові збори фільму в США склали $67 638 368, а у світі $60 400 000.
- Слоган фільму — «Чоловік. Дружина. Коханець. Небезпечна зрада. Ідеальне вбивство.» (англ. Husband. Wife. Lover. A Dangerous Affair. A Perfect Murder.)
- Фільм є рімейком стрічки Альфреда Гічкока «У випадку вбивства набирайте „М“». Назва «Ідеальне вбивство» є цитатою з цього ж фільму.
- Картини, виставлені в майстерні Девіда Шоу, намалював сам Вігго Мортенсен.
- Гвінет Пелтроу розповідала в інтерв'ю, що дуже хвилювалася під час зйомок любовних сцен, і Вігго Мортенсен, щоб заспокоїти її, співав актрисі іспанські балади.
- У тому ж році Вігго Мортенсен знявся ще в одному рімейку фільму Альфреда Гічкока — «Психоз». У обох картинах він грає коханця головної героїні і в них є злочин, пов'язаний з однаковою сумою — 400 тис. доларів.